# Rolando Carpio
Rolando Carpio, más conocido como El Chino Carpio (Lince, 16 de septiembre de 1940 - ibidem, 6 de enero de 2005), fue un guitarrista de rock and roll peruano, que formó parte de la mítica banda de rock and roll Los Saicos; considerada pionera del Punk rock.

## Historia
Nació en Distrito de Lince, el último integrante en entrar en la banda Los Saicos en 1964. Legendario guitarrista peruano, fue creador de «El Entierro de los Gatos».
Después de una carrera como guitarrista con algunas bandas peruanas, se decide retirar para seguir con su carrera de ingeniero.
Carpio murió en 2005, poco antes de que Los Saicos, tuvieran un reconocimiento internacional por su estilo, adelantado a su época. 

## Discografía
con Los saicos, editó seis discos de 45 RPM:
- Come On/Ana (Dis-Perú, 1965)
- Demolición/Lonely Star (Dis-Perú, 1965)
- Camisa de fuerza/Cementerio (Dis-Perú, 1965)
- Te amo/Fugitivo de Alcatraz (Dis-Perú, 1965)
- Salvaje/El Entierro de Los Gatos (Dis-Perú, 1965)
- Besando a otra/Intensamente (El Virrey, 1966)